# 마테오 코바치치
마테오 코바치치(크로아티아어: Mateo Kovačić, 크로아티아어 발음: [matěo kôʋatʃitɕ], 1994년 5월 6일~)는 크로아티아의 축구 선수로, 현재 잉글랜드의 맨체스터 시티와 크로아티아 국가대표팀에서 미드필더로 활약하고 있다. 코바치치는 주로 수비형 미드필더나 후방 플레이메이커로 배치되나, 전술적 유연성이 높은 미드필더로 고려되어 좌측에 넓게 배치되거나 공격형 미드필더로 배치되어도 임무를 수행할 수 있다.
코바치치는 16세의 나이로 디나모 자그레브에서 프로 무대 신고식을 치러 두 시즌 연속 리그 우승을 거둔 뒤 2013년에 인테르나치오날레로 둥지를 옮겼다. 2013년을 기점으로 크로아티아의 성인 국가대표로 활약한 코바치치는 2014년 FIFA 월드컵과 UEFA 유로 2016에 조국을 대표로 참가했다. 그의 별명은 교수님 (Il Professore)이다.

## 유년 시절
오스트리아 린츠 출신으로, 보스니아 헤르체고비나의 코토르바로시에서 이주한 크로아티아계 보스니아인 부모님 사이에서 태어났다. 유년 시절 인근 린츠 유소년 아카데미에 입학하는 것으로 축구를 시작했다. 2007년, 코바치치는 13살이 되자, 아약스, 인테르나치오날레, 유벤투스, 그리고 바이에른 뮌헨을 비롯한 유럽의 대형 구단들의 스카우터들이 그를 발견했지만, 그의 가족은 자그레브 이주를 선택했고, 그는 크로아티아 거함 디나모 자그레브에 입단했다. 코바치치는 2009년에 다리가 골절되는 중상을 당했었지만, 2010년 5월 31일, 5-0으로 이긴 스플리트 U-17부와의 크로아티아 U-17 리그 경기에서 오랜 재활 끝에 다시 경기장을 밟았다.

## 클럽 경력

### 디나모 자그레브
코바치치는 바히드 할릴호지치 감독의 희망 하에 1군 훈련에 참석했고, 4달 후인 2010년 10월 6일 이후에도 10월의 아카데미 리그 경기에 나왔었다. 그달 말, 현지 스포츠 언론 스포트스케 노보스티지에 따르면, 스티브 롤리 아스널 수석 스카우터가 자그레브에 그의 시발리아와 자그레브와의 U-17 리그 경기에서의 활약상을 주시하러 왔다고 보도되었다.
코바치치는 결국 2010년 11월 20일, 흐르바츠키 드라고볼리아츠와의 프르바 HNL 2010-11 원정 경기에서 프로 데뷔전을 치렀는데, 그는 같은 경기에서 디나모의 4번째 골을 넣어 6-0 승리에 일조했다. 그는 이 득점으로 16세 198일로 리그 최연소 득점자로 이름을 알렸고, 불과 1주 전인 2010년 11월 13일, 오시예크의 디노 슈페하르가 세운 기록을 갈아치웠다. 코바치치는 디나모 자그레브에서의 첫 시즌에 7경기 나서서 리그 우승에 공헌했다.
2011-12 시즌, 코바치치는 빠른 시일 내에 1군 주전의 자리를 차지했다. 그는 4-2-3-1 체제에서 주로 좌측 미드필더를 담당했다. 시즌 초, 그는 자그레브가 12년 만에 처음으로 UEFA 챔피언스리그 조별 리그에 오를 수 있게 도왔다. 불과 17세였던 코바치치는 레알 마드리드와의 디나모 첫 조별 리그 경기에 선발로 나섰다. 그는 디나모에서의 첫 유럽대항전 시즌을 자그레브에서 열린 리옹과의 조별 리그 최종전에서 득점하는 것으로 마쳤는데, 그는 UEFA 챔피언스리그 역사상 두 번째로 어린 득점자로 기록되었다. 국내 리그에서도 주전 선수였던 코바치치는 25번의 리그 경기에 나서 5골을 득점했다. 루츠코와의 경기에서, 그는 주장 완장을 찬 디나모 역사상 최연소 선수로 기록되었는데, 그는 레안드로 쿠프레로부터 완장을 넘겨받았다. 또 한 번의 시즌을 성공적으로 보낸 그는 32번의 국내 리그 및 컵 경기에 출전했고, 디나모의 리그 7연패에 공헌했다. 그는 막시미르 스타디온에서 벌어진 오시예크와의 흐르바츠키 쿠프 결승전에서도 골문을 열었다. 2011년 12월, 그는 크로아티아 올해의 신인 선수로 선정되었다.
2012-13 시즌 초, 그는 중족골 골절 부상으로 구단의 UEFA 챔피언스리그 예선 경기에 빠지게 되었다. 그는 디나모의 포르투와 치를 UEFA 챔피언스리그 첫 경기 시점이 되어서야 복귀했다. 코바치치는 디나모 자그레브가 참가한 UEFA 챔피언스리그 2012-13의 조별 리그 경기에 모두 참가했고, 포르투, 파리 생제르맹, 그리고 디나모 키예프를 상대했다. 그는 계속해서 시즌 전반 기간 동안 장성한 선수들처럼 능숙한 솜씨를 발휘했다. 2012년 10월, 그는 스포츠 기자들의 평가 하에 바로 전 시즌 유럽에서 가장 인상적인 활약을 펼친 신인에게 주어지는 골든 보이상의 후보로도 지명되었다. 겨울 휴식기동안, 디나모의 상위이사진은 그와 또다른 신예 알렌 할릴로비치를 중심으로 새 선수단을 조직한다고 발언하면서 코바치치가 멀지 않은 미래에 구단을 떠날 것임을 암시했다. 그러나, 2013년 1월 30일, 언론은 놀랍게도 코바치치가 세리에 A의 인테르나치오날레로 매각되었다고 보도했다.
코바치치는 디나모에서 활약하면서 리그를 두 번, 흐르바츠키 쿠프를 두 번 우승했고, 73번의 공식 경기에 나섰는데, 이 중 12번은 UEFA 챔피언스리그 경기였다.

### 인테르나치오날레

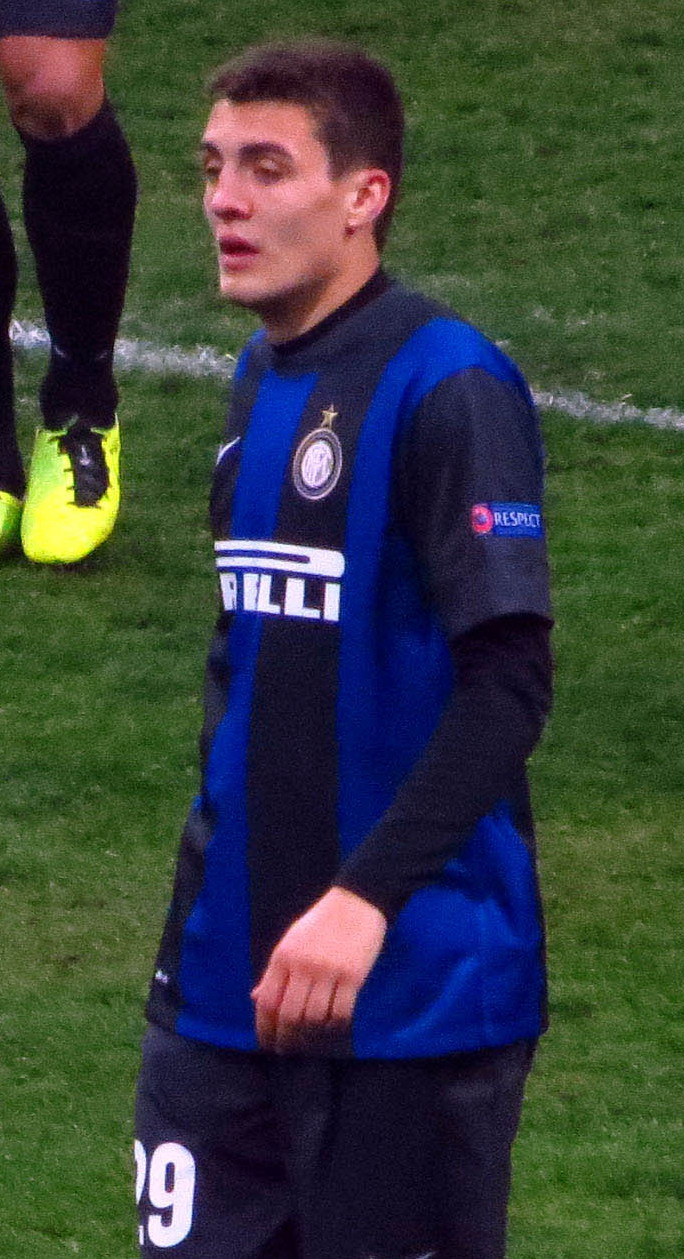
2013년 2월, 인테르나치오날레의 코바치치

2013년 1월 31일, 코바치치는 인테르나치오날레 이적에 합의를 보았다. 이적료는 €15M으로 확인되었는데, €11M은 현금으로 즉시 지불한 것이고, 나머지 €4M은 UEFA 챔피언스리그 진출 전재 하에 책정된 금액이었다. 코바치치는 도착하자마자 베슬레이 스네이더르가 사용했던 등번호인 10번을 받았다.

#### 2012–13 시즌
입단 사흘 뒤인 2월 3일, 코바치치는 시에나와의 세리에 A 경기에서 후반 시작과 함께 교체로 들어가 첫 경기를 치렀다. 2월 14일, 코바치치는 클루지와의 UEFA 유로파리그 주세페 메아차 안방 경기에서 유럽대항전 첫 경기를 치렀다. 그는 로드리고 팔라시오의 결승골을 도와 경기를 2-0 인테르나치오날레의 승리로 끝내, 자신의 활약으로 관중들에 좋은 인상을 남겼으며, 89분에 경기장을 나갈 때 기립 박수를 받았다. 그는 3-0으로 이긴 클루지와의 원정 경기에 90분 내내 뛰었고, 인테르나치오날레는 UEFA 유로파리그 2012-13 다음 라운드에 진출했다.
코바치치는 1-4로 패한 피오렌티나와의 다음 세리에 A 원정 경기에서 인테르나치오날레 소속으로는 처음으로 국내 리그 경기에 선발로 나섰다. UEFA 유로파리그 16강에서 인테르나치오날레는 토트넘 홋스퍼와 마주쳤다. 런던에서 0-3으로 패하면서, 인테르나치오날레는 다음 라운드에 오르기 위해 밀라노 안방에서 최소 4-0으로 이겨야 했다. 코바치치가 선발로 출전한 이 경기는 인테르나치오날레가 정규 시간에 3-0으로 이기면서 경기가 연장에 돌입했지만, 4-1로 끝나 원정 다득점으로 탈락했다. 그는 평정심과 플레이메이커로서의 능력으로, 또다시 지지자들의 기립 박수를 받았다. 안드레아 스트라마키오니 인테르나치오날레 감독은 그의 활약상을 칭찬하며 "미래의 거물"이라고 그를 묘사했다.
3월 30일, 코바치치는 주세페 메아차에서 벌어진 유벤투스와의 첫 데르비 디탈리아 경기에 선발로 출전했다. 선발로 출전한 코바치치는 로드리고 팔라시오의 1-1 동점골을 유도하기도 했지만, 유벤수트에게 1-2로 패하는 것으로 끝났다. 코바치치는 2-0으로 이긴 삼프도리아와의 다음 세리에 A 원정 경기에 출전했고, 주세페 메아차에서 3-4 충격패를 당한 아탈란타전에도 출전해 리카르도 알바레스의 골을 도왔다. 시즌 후반기가 끝났을 때, 그는 인테르나치오날레의 세리에 A 경기에 모두 선발로 출전했지만, 소속 구단은 세리에 A 9위를 차지하는 실망스러운 시즌을 보냈다. 5월, 그는 인테르나치오날레 지지자들의 표로 선정되는 "올해의 발굴 신사"상을 받았다.

#### 2013–14 시즌
코바치치는 선수단의 시즌 전 기간의 대부분 훈련에 잔부상으로 참가하지 못했고, 시즌 첫 공식경기인 치타델라와의 주세페 메아차 코파 이탈리아 홈경기를 며칠 앞두고서야 복귀했다. 왈테르 마차리 신임 인테르나치오날레 감독은 시즌 전 기자 회견에서 코바치치가 나폴리의 마레크 함시크와 유사하게 새로운 임무를 부여할 것임을 밝혔다. 코바치치는 시즌 전반기동안 새로운 전술에 적응하는데 고전했지만, 정기적으로 출전했다. 코바치치는 리보르노전에서 시즌 첫 도움을 기록했는데, 그의 도움은 나가토모 유토가 골로 마무리했다. 전 시즌 스트라마키오니 전 감독의 임기와는 다르게, 코바치치는 2013-14 시즌에 주전으로 출전하지 못했다. 그는 32번의 세리에 A 경기에 인테르나치오날레 선수로 출전했지만, 선발로 출전한 경기는 14번에 불과했고, 90분 내내 뛴 경기도 단 8번 밖에 되지 않았다. 그는 시즌 말이 다가오면서, 자신감을 되찾았는데, 마차리 감독은 막판 6경기에서 그를 주전 미드필더로 배치했다. 5월 10일, 하비에르 사네티의 주세페 메아차 마지막 공식전에서, 코바치치는 3번 골을 도와 라치오전 4-1 승리를 견인했다.

#### 2014–15 시즌
여름동안 이적 대상으로 꾸준히 거론되었지만, 2014년 9월, 코바치치는 2019년까지 지속되는 연장 계약을 제의받았다. 그는 인상적인 활약으로 시즌을 시작했는데, 8월 28일 스탸르난과의 UEFA 유로파리그 플레이오프 2차전에서 해트트릭을 기록했다. 2014년 9월 14일, 그는 사수올로와의 경기에서 첫 리그 골을 기록했고, 두 번 도움을 주었다. 그는 1-1로 비긴 팔레르모 원정 경기에서도 천금같은 동점골을 기록했다. 그는 2-0으로 이긴 키에보전에서도 선제골을 기록했으며, 2-2로 비긴 라치오와의 경기에서도 절묘게 득점을 올렸다. 2015년 1월 6일, 그는 1-1로 비긴 유벤투스와의 경기에서 슈테판 리히트슈타이너에게 한 반칙으로 퇴장당했다. 사흘 후, 코바치치는 2019년 6월까지 인테르나치오날레와의 계약을 연장했다.

### 레알 마드리드

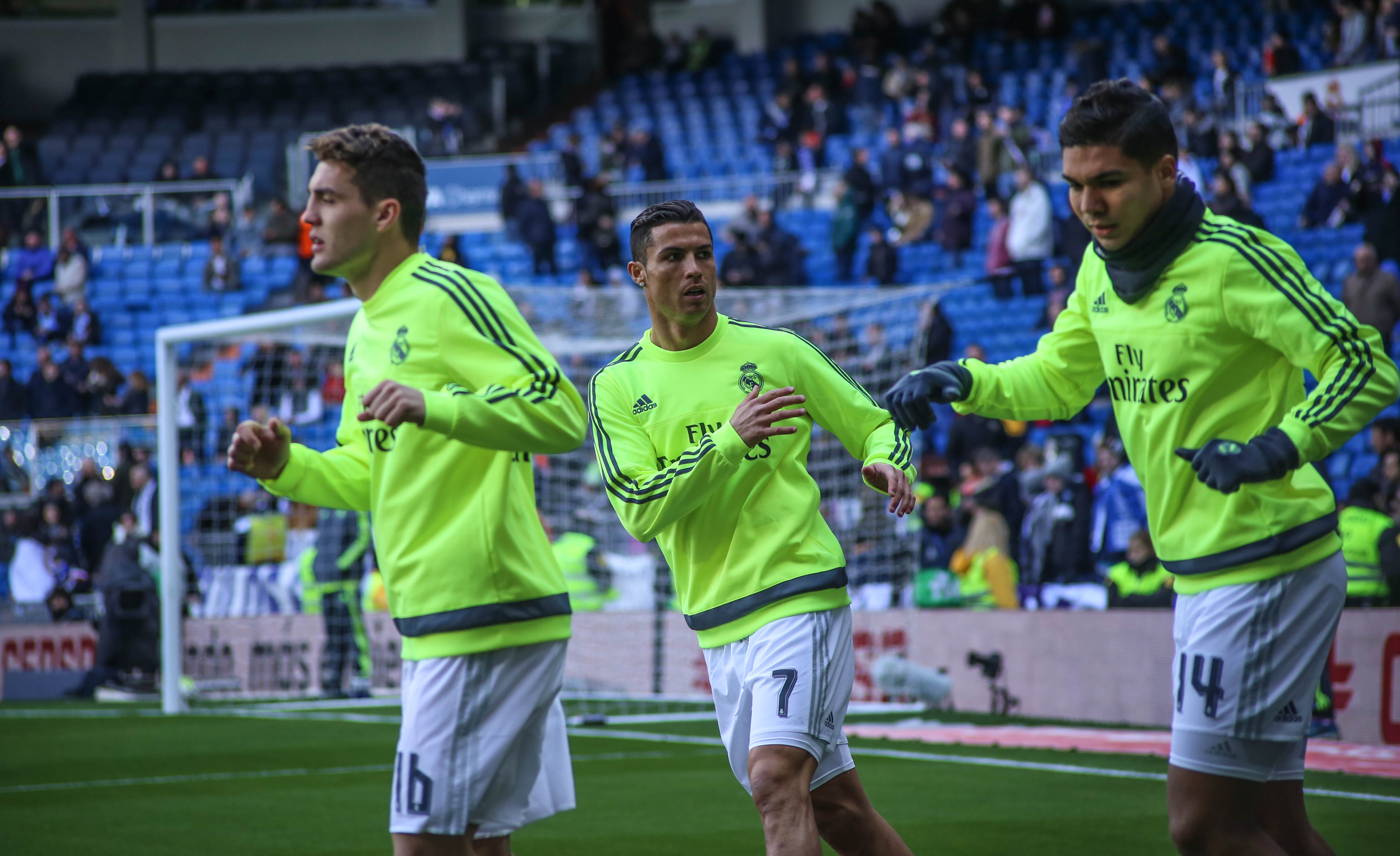
2015-16 시즌, 카제미루, 크리스티아누 호날두와 몸을 푸는 레알 마드리드의 마테오 코바치치 (왼쪽)

2015년 8월 16일, 로베르토 만치니 인테르나치오날레 감독은 UEFA 재정 페어플레이 규정을 준수하기 위해 코바치치를 레알 마드리드에 매각했다고 밝혔다. 만치니 감독은 그리스의 AEK와의 친선경기를 치른 후 기자 회견에서 다음과 같이 말했다: "존중 받아야 할 규정들도 있습니다. 저는 이 일이 발생하지 않았으면 좋을 수도 있겠지만, 우리는 재정 페어플레이 규정을 준수해야 합니다. 우리는 이에 사죄를 드립니다: 저, 회장님, 구단 이사진들, 그리고 선수들도요." 레알 마드리드는 이틀 후에 이적을 확정지었는데, 코바치치가 구단과 6년 계약을 맺었다고 발표했다. 인테르나치오날레의 재정 문서의 경영 관련 관계 (Relazione sulla Gestione) 부분에 명시된 바에 따르면 이적료는 €29M이었다. 8월 19일, 코바치치는 산티아고 베르나베우의 입단식에 레알 마드리드의 신입 선수로 공개되었고, 그의 등번호는 16번으로 공개되었다. 코바치치는 로베르트 프로시네치키, 다보르 슈케르, 로베르트 야르니, 그리고 루카 모드리치에 이어 레알 마드리드에 입단한 5번째 크로아티아 선수가 되었다.
입단식 나흘 후, 레알 마드리드는 새로 승격한 스포르팅 히혼과의 라 리가 시즌 첫 경기를 치렀고, 그는 이스코와 70분에 교체로 들어가 신고식을 치렀고, 경기는 득점 없는 무승부로 끝났다. 2015년 12월 8일, 8-0으로 이긴 말뫼와의 안방 경기에서 첫 골을 기록했다. 2016년 1월 3일, 코바치치는 2-2로 비긴 발렌시아와의 경기에서 주앙 캉셀루에게 범한 반칙으로 즉시 퇴장을 당했다. 그는 하얀 군단 (Los Blancos)의 일원으로서의 첫 시즌에 34번의 경기에 출전했다. 시즌 초 라파엘 베니테스 감독의 임기 때에는 자주 출전했고, 미드필더로 기용될 수 있는 거의 모든 임무를 수행했는데, 때로는 중앙을, 때로는 측면을, 그리고 때로는 좀 더 앞쪽을 맡았다. 1월 초, 지네딘 지단이 베니테스의 후임이 되면서, 그의 출전 기회는 크게 줄어들었다. 프랑스인 감독은 상대팀의 특성과 선수단에 맞추어 선발진을 꾸리는 전임 감독과 대조되게 대체로 11인을 정해놓고 거의 바꾸지 않아 코바치치의 입지가 줄어든 것이었다. 그는 레알 마드리드가 UEFA 챔피언스리그 2015-16을 우승하는 과정에서 8번의 경기에 출전해 1골을 넣었다.

### 첼시
2018년 8월 8일, 코바치치는 쿠르투아가 레알 마드리드로 이적하자, 그에 맞물려 첼시로 1시즌 임대 이적하였다. 그 후 , 2019년 7월 1일(한국시간)에 5년 계약을 맺고, 완전 이적을 확정지었다.

### 맨체스터 시티
2023년 6월 27일, 코바치치는 4년 계약을 맺고 맨체스터 시티로 이적하였다.

## 국가대표팀 경력

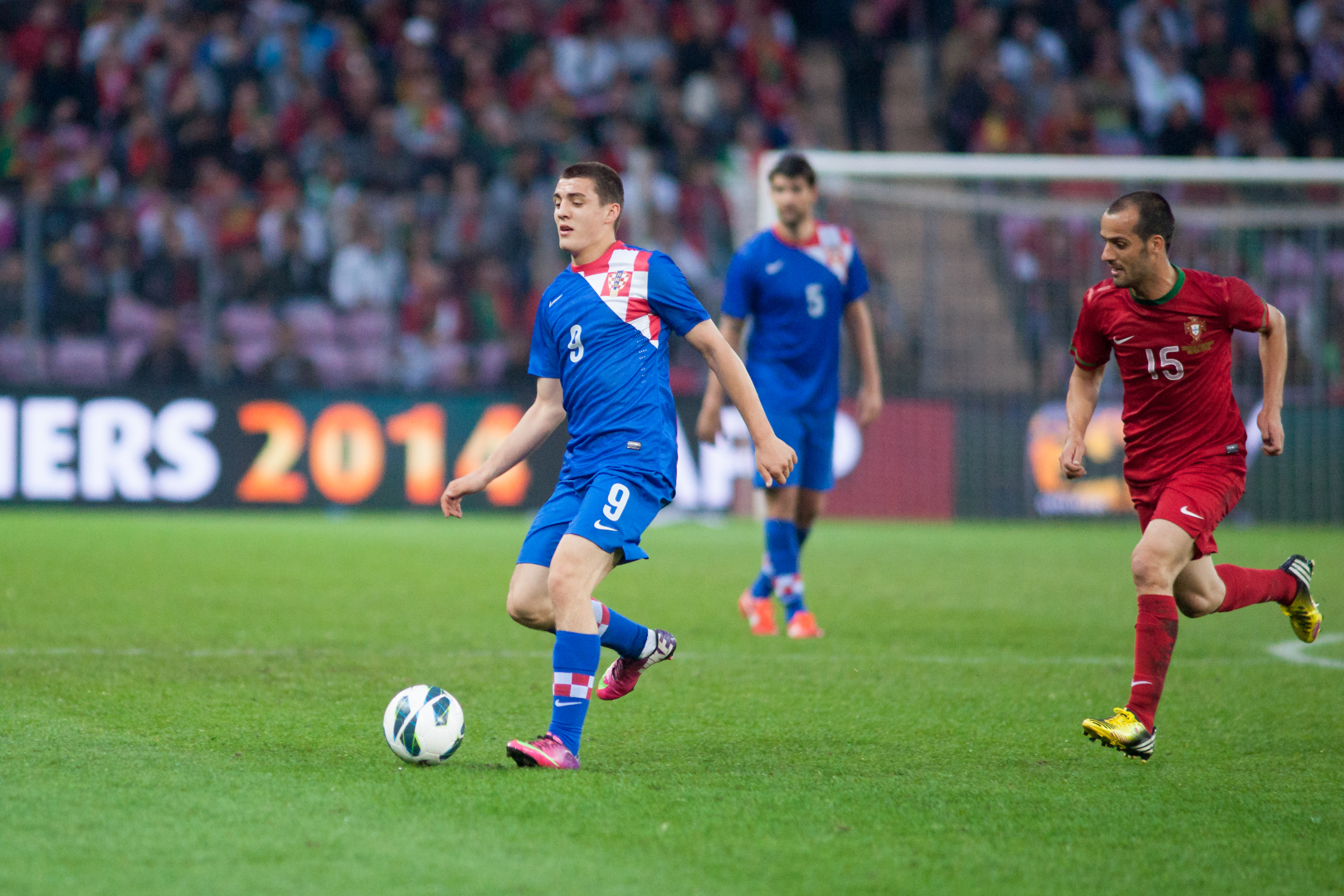
2013년 6월, 국가대표팀 경기의 코바치치

코바치치는 다양한 연령대의 크로아티아 청소년 국가대표 경기에 출전했는데, 2008년 5월, 슬로바키아와의 U-14 대표팀 친선전에서 첫 선을 보였다. 2011년을 기점으로, 그는 크로아티아 U-19 대표팀과 U-21 대표팀의 주전이었다. 2012년 8월, 코바치치는 스위스와의 경기를 앞두고 처음으로 크로아티아 성인 국가대표팀에 차출되었으나, 부상으로 경기에 출전하지 못했다. 이후, 그는 2013년 3월, 2014년 FIFA 월드컵 예선전을 앞두고 차출되었다. 2013년 3월 22일, 그는 세르비아와의 예선 경기에서 붙박이 주전인 오그넨 부코예비치를 대신해 루카 모드리치와 함께 중앙 미드필더로 나서 신고식을 치렀다. 나흘 후, 그는 리버티 스타디움에서 벌어진 웨일스와의 경기에 후반에 교체로 들어가 또 출전했고, 경기는 2-1 승리로 끝났다. 그의 세 번째 예선 경기는 6월에 치렀는데, 그는 스코틀랜드와의 자그레브 일전에 출전했지만, 크로아티아는 좋은 기회를 살리지 못하고 득점하지 못해 패배로 망신을 당했다. 예선이 끝나가면서, 코바치치는 크로아티아를 대표로 두 번의 주요 경기에 나섰는데, 크로아티아는 막판 4번의 예선 경기에서 단 1점만 챙기면서 FIFA 월드컵 플레이오프전에 진출했다. 그는 0-0으로 비긴 아이슬란드와의 레이캬비크 원정 경기에 결장한 후, 코바치치는 양국의 운명을 가를 2차전에 선발로 출전해 추가골을 도와 합계 2-0으로 조국이 2014년 FIFA 월드컵 본선에 진출할 수 있도록 도왔다.
2014년 6월 2일, 코바치치는 2014년 FIFA 월드컵에 참가할 크로아티아 선수단의 일원으로 확정되었다. 그는 대회 개막전에 크로아티아의 선발로 출전했지만, 상파울루의 아레나 코린치앙스에서 벌어진 이 경기에서 FIFA 월드컵 개최국 브라질에게 1-3으로 패했고, 그는 60분에 교체되어 나갔다. 그는 남은 조별 리그 경기에 모두 출전했지만, 크로아티아는 조별 리그를 통과하지 못했다. 2015년 6월 7일, 그는 자신의 20번째 국가대표팀 경기에서 첫 골을 신고했다.

## 플레이스타일

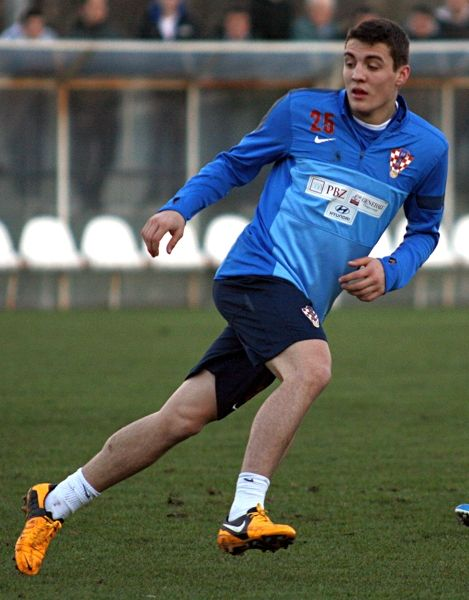
2013년, 크로아티아 국가대표팀 훈련의 코바치치

코바치치는 훌륭한 기술을 지닌 선수로 묘사되며, 드리블 능력이 뛰어나다. 그는 다재다능한 미드필더로 고려되며, 다양한 미드필더로서의 역할을 수행했다. 그는 디나모 자그레브에서 공격형 미드필더로 처음 선보였지만, 인테르나치오날레에서 안드레아 스트라마키오니 감독의 임기 와중에 다른 임무를 수행하기 시작하면서 변화를 거쳐 중앙 미드필더가 되어, 후방 플레이메이커 역할을 맡았다. 그의 특기 중 하나를 꼽는다면 깊게 공을 떨어뜨려 받은 뒤 앞으로 전진하는 것으로, 대게 활강하듯 뛰어나간다. 왈테르 마차리 감독이 지휘봉을 잡으면서, 그는 더 전방으로 배치되었다.
마르틴 노보셀라츠 크로아티아 U-17 대표팀 감독은 코바치치가 "저는 로베르트 프로시네치키 시절부터 그렇게 재능 있는 신예를 보지 못했습니다." 라며 그의 빠른 성장과 재능을 짚었다. 코바치치는 프로시네치키가 자신의 유년 시절에 가장 존경했던 선수라고 밝혔다. 프로시네치키의 동료이자 밀란에서 10년 넘게 활약했던 즈보니미르 보반은 2013년 스카이 이탈리아와의 인터뷰에서 "그는 나보다 더 나은 선수가 될 재능을 지녔는데, 그는 나이 답지 않게 매우 프로답고 진지합니다. 코바치치는 완전한 선수입니다. 그는 천부적으로 경기를 조율하는 선수가 아니지만, 현재 그렇게 활동하고 있지요. 그는 성장하면서 재능을 완전히 성장시킬 수 있습니다. 그는 엄청난 잠재력을 지녔습니다." 이탈리아인 조반니 트라파토니 감독은 그를 "카카와 클라렌서 세이도르프의 혼합한 인물"로 그를 묘사했는데, 그의 플레이스타일과 기술적 특징을 짚은 데에 나왔다. 장기간 인테르나치오날레의 주장을 맡은 하비에르 사네티는 호나우두를 제외하고 21세의 나이에 인테르나치오날레에 입단한 선수로는 코바치치가 가장 앞날이 창창한 유망주로, 19세에 구단에서 활동할 때부터 보였다고 증언했다.

## 경력 통계

### 클럽
2018년 5월 19일 기준
| 클럽             | 시즌      | 리그 | 리그 | 컵   | 컵 | 유럽 | 유럽 | 합계 | 합계 |
| 클럽             | 시즌      | 출장 | 골   | 출장 | 골 | 출장 | 골   | 출장 | 골   |
| ---------------- | --------- | ---- | ---- | ---- | -- | ---- | ---- | ---- | ---- |
| 디나모 자그레브  | 2010–11   | 7    | 1    | 2    | 0  | 0    | 0    | 9    | 1    |
| 디나모 자그레브  | 2011–12   | 25   | 5    | 7    | 1  | 12   | 1    | 44   | 7    |
| 디나모 자그레브  | 2012–13   | 11   | 1    | 1    | 0  | 8    | 0    | 20   | 1    |
| 디나모 자그레브  | 합계      | 43   | 7    | 10   | 1  | 20   | 1    | 73   | 9    |
| 인테르나치오날레 | 2012–13   | 13   | 0    | 1    | 0  | 4    | 0    | 18   | 0    |
| 인테르나치오날레 | 2013–14   | 32   | 0    | 3    | 0  | –    | –    | 35   | 0    |
| 인테르나치오날레 | 2014–15   | 35   | 5    | 1    | 0  | 8    | 3    | 44   | 8    |
| 인테르나치오날레 | 합계      | 80   | 5    | 5    | 0  | 12   | 3    | 97   | 8    |
| 레알 마드리드    | 2015–16   | 25   | 0    | 1    | 0  | 8    | 1    | 34   | 1    |
| 레알 마드리드    | 2016–17   | 27   | 1    | 6    | 0  | 6    | 1    | 39   | 2    |
| 레알 마드리드    | 2017–18   | 21   | 0    | 7    | 0  | 8    | 0    | 36   | 0    |
| 레알 마드리드    | 합계      | 73   | 1    | 14   | 0  | 22   | 2    | 109  | 3    |
| 경력 합계        | 경력 합계 | 196  | 13   | 29   | 1  | 53   | 6    | 278  | 21   |

1. 1 2  전 경기 UEFA 챔피언스리그 출전
2. 1 2  전 경기 UEFA 유로파리그 출전

### 국가대표팀
2018년 7월 7일 기준
| 크로아티아 국가대표팀 | 크로아티아 국가대표팀 | 크로아티아 국가대표팀 | 크로아티아 국가대표팀 |
| 연도                  | 출장                  | 골                    |                       |
| --------------------- | --------------------- | --------------------- | --------------------- |
| 2013                  | 7                     | 0                     |                       |
| 2014                  | 12                    | 0                     |                       |
| 2015                  | 5                     | 1                     |                       |
| 2016                  | 8                     | 0                     |                       |
| 2017                  | 6                     | 0                     |                       |
| 2018                  | 8                     | 0                     |                       |
| 합계                  | 46                    | 1                     |                       |

## 개인사
코바치치는 독실한 천주교도로, 매주 일요일 미사에 참석한다.

## 기록

### 대회 기록
디나모 자그레브 (2010~2013)
- 프르바 HNL: 2010–11, 2011–12
- 흐르바츠키 쿠프: 2010–11, 2011–12

레알 마드리드 CF (2015~2019)
- 라리가: 2016–17
- 수페르코파 데 에스파냐: 2017
- UEFA 챔피언스리그: 2015–16, 2016–17, 2017–18
- UEFA 슈퍼컵: 2016, 2017
- FIFA 클럽 월드컵: 2016, 2017

첼시 FC (2018~2023)
- UEFA 유로파 리그 : 2018-2019
- UEFA 챔피언스 리그 : 2020-2021
- UEFA 슈퍼컵 준우승: 2019
- EFL컵 준우승: 2018-19
- FA컵 준우승: 2019-20, 2020-21
- UEFA 슈퍼컵 우승 : 2021
- FIFA 클럽 월드컵 : 2022

맨체스터 시티 (2023~ )
- 프리미어리그: 2023-24
- UEFA 슈퍼컵: 2023
- FIFA 클럽 월드컵 : 2023
- FA 커뮤니티 실드 : 2024

크로아티아 축구 국가대표팀 (2013~ )
- FIFA 월드컵 준우승: 2018[72]

### 개인
- 크로아티아 올해의 신인 선수: 2011[73]
- EPL 이달의 득점상: 2021-22 (첼시 vs 리버풀전의 발리슛 골)

## 참고
1. ↑  흐르바츠키 쿠프, 코파 이탈리아, UEFA 슈퍼컵 그리고 FIFA 클럽 월드컵의 컵 경기 포함